# Ireen Lungu
Ireen Lungu, née le 6 octobre 1997 en Zambie, est une footballeuse internationale zambienne évoluant au poste de milieu de terrain au BIIK Kazygurt.

## Biographie
Elle participe avec l'équipe de Zambie à la Coupe d'Afrique des nations 2018 puis aux Jeux olympiques d'été de 2020.
Lors des Jeux olympiques organisés à Tokyo, elle joue trois matchs, avec pour résultats un nul et une défaite.
En 2023, elle rejoint le club kazakh du BIIK Kazygurt.